# 変異原
変異原（へんいげん、mutagen）とは、生物の遺伝情報（DNAあるいは染色体）に変化をひき起こす作用を有する物質または物理的作用（放射線など）をいう。GHSの定義では、「変異原性物質（Mutagen）とは、細胞の集団または生物体に突然変異を発生する頻度を増大させる物質」であり、「突然変異（Mutation）とは、細胞内の遺伝物質の量または構造における恒久的な変化」である。
変異原としての性質あるいは作用の強さを変異原性（へんいげんせい、mutagenicity）もしくは遺伝子毒性（いでんしどくせい）と呼ぶ。
特に、発がんにおけるイニシエーター（initiator。発がん性物質で、遺伝情報に異常を起こしてがんの原因を作るもの）のほとんどは変異原性物質でもあることが実験的に知られている。
日本においては、医薬品（医薬品医療機器等法）、食品添加物（食品衛生法）、農薬（農薬取締法）、新規化学物質（化学物質の審査及び製造等の規制に関する法律）および労働環境検査（労働安全衛生法）についてサンプルの変異原性試験が求められている。
つまり、変異原性を調べることは遺伝毒性、発がん性の可能性がある物質を見つけ出すのにも役立つと考えられ、変異原性試験は発がん性物質のスクリーニング試験（候補の絞り込み）としての意味も持つ。

## 種類
変異原には次のようなもの（物質または物理的作用）がある。
- DNA分子に異常を起こすもの[要出典]：
  - ニトロソ化合物：ニトロソ基 (−NO) を有する化合物。ニトロソアミン（食物中などでアミンと亜硝酸塩が反応して生じる）、ニトロソグアニジンなど。
  - 塩基類似化合物：DNAの複製、修復の際に異常を起こす。BrdUなど。
  - アルキル化剤：DNAにアルキル基を付加する。エチル化剤 N-エチル-N-ニトロソウレア (ENU)、エチル化剤 メタンスルホン酸エチル (EMS) など。
  - 多環芳香族炭化水素：排気ガスやタバコの煙中に含まれるベンゾピレン、クリセンなど。
  - DNAインターカレーター：DNAの2重らせん構造にはさまり、DNAの複製の際に異常を起こす。（ベンゾピレン、臭化エチジウムなど）
  - DNA架橋剤：DNA分子中の2個の塩基に結合し架橋構造を作る。抗がん剤のシスプラチン、マイトマイシンCなど。
  - 活性酸素
  - 放射線
  - 紫外線
- 遺伝情報を挿入するもの[要出典]
  - DNAウイルスやレトロウイルスへの感染。
- コルヒチンなどの細胞分裂阻害剤はDNA自体には異常を起こさないが、細胞分裂において染色体異常（倍数性、異数性）をもたらすことが知られており、細胞の遺伝情報に異常を引き起こすという意味で、上記とは別種の変異原ということができる。また、染色体構造異常を引き起こす物質も知られており、これらも変異原性物質に含まれる。

## 試験法
変異原性を検出する方法として最もよく用いられるものに、サルモネラ菌 Salmonella typhimuriumなどの細菌を用いる突然変異試験であるエームス試験（Ames test、開発者B. N. Amesにちなむ）がある。変異原性の存在は常に発がん性を始めとした遺伝毒性を有することを意味せず、遺伝毒性を判定するには発がん性を始めとした遺伝毒性試験（遺伝子突然変異試験と染色体突然変異試験）が必要である。すなわち、変異原性試験はプロセスが簡便なため、遺伝毒性試験の前スクリーニング（絞り込みスクリーニング）として実施されるため一連の遺伝毒性試験に含まれる場合がある。しかし変異原性試験の結果のみでは遺伝毒性試験の代用にはならない。
変異が起こる過程やそれらに伴う現象を検出するための種々の試験法がある。検出対象によって大きく分ければ次のようになる。
1. 変異原性試験
  - DNAの損傷と修復を検出：
pol-assay
rec-assay
Umu-assay
コメットアッセイ
不定期DNA合成
  - 形質変化で突然変異を検出：
エームス試験
マウスリンフォーマ試験
スポットテスト
2. 遺伝毒性試験
  - 染色体異常試験
小核試験[要出典]
姉妹染色分体交換試験（SCE）
  - 遺伝子突然変異試験
形質転換試験（発がん試験を含む）
優性致死試験

### OECD テストガイドライン
以下、GHS第3版において生殖細胞変異原性物質の試験の例として引用されているOECDテストガイドラインを記載する。リンクは該当文書の国立医薬品食品衛生研究所の翻訳それぞれへのリンクである。原文はOECDのOECD Guidelines for the Testing of Chemicalsから無償でダウンロードできる。
- 試験番号478: 遺伝毒性：げっ歯類を用いる優性致死試験 (1984.4.4採択)
- 試験番号485: 遺伝毒性：マウス転座試験 (1986.10.23採択)
- 試験番号475: 哺乳類骨髄染色体異常試験 (1997.7.21採択)
- 試験番号484: 遺伝毒性：マウススポットテスト (1986.10.23採択)
- 試験番号474: 哺乳類赤血球小核試験 (1997.7.21採択)
- 試験番号483: 哺乳類の精原細胞を用いる染色体異常試験 (1997.7.21採択)
- 試験番号486: 哺乳類肝細胞を用いるin vivo 不定期DNA合成(UDS)試験 (1997.7.21採択)
- 試験番号473: 哺乳類のin vitro染色体異常試験 (1997.7.21採択)
- 試験番号476: 哺乳類細胞のin vitro遺伝子突然変異試験 (1997.7.21採択)
- 試験番号471: 細菌復帰突然変異試験 (1997.7.21採択)